# Mabalacat
Mabalacat là một đô thị hạng 1 ở northern part of the tỉnh Pampanga, Philippines. Theo điều tra dân số năm 2000, đô thị này có dân số 171.045 người trong 35,134 hộ.

## Barangay

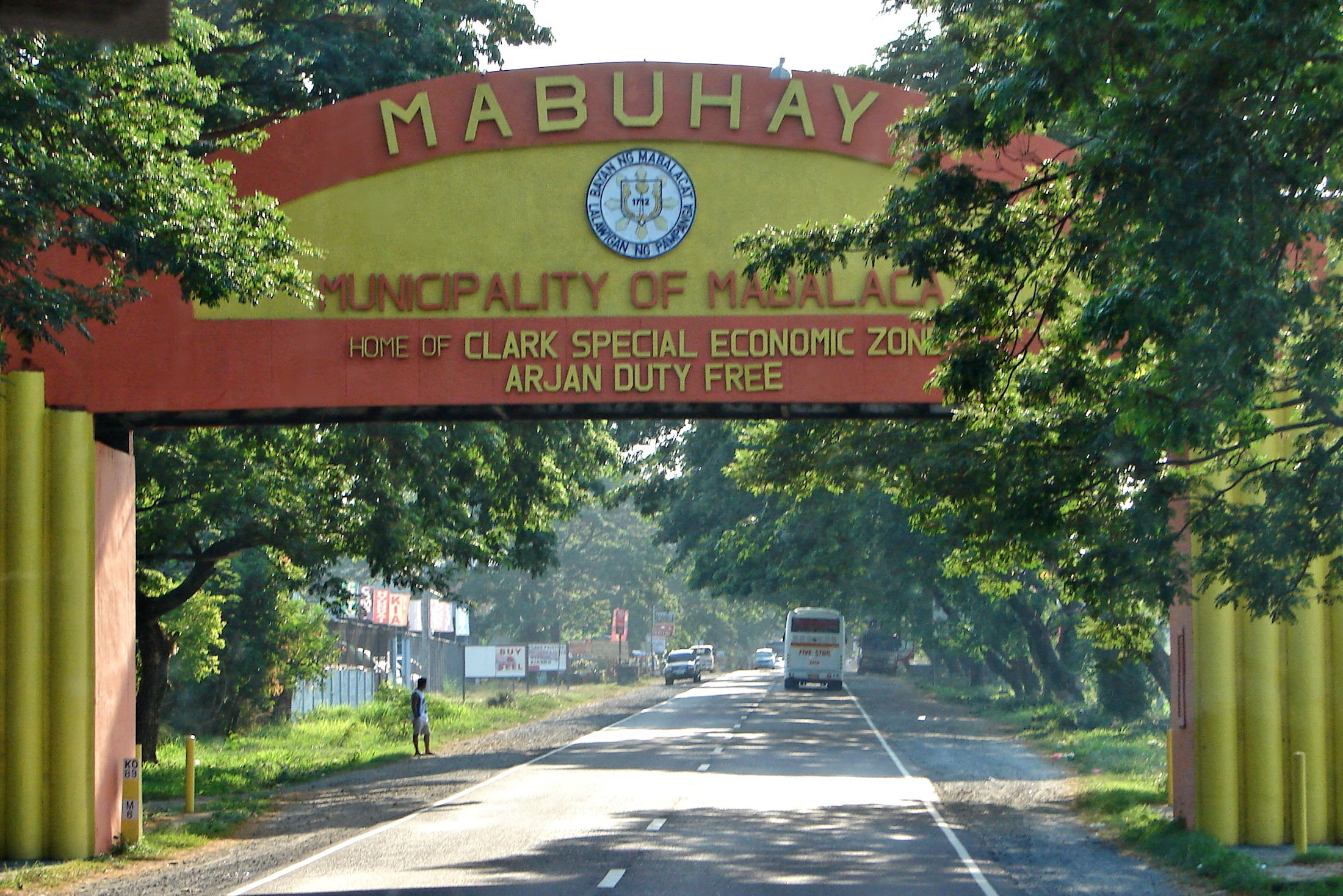
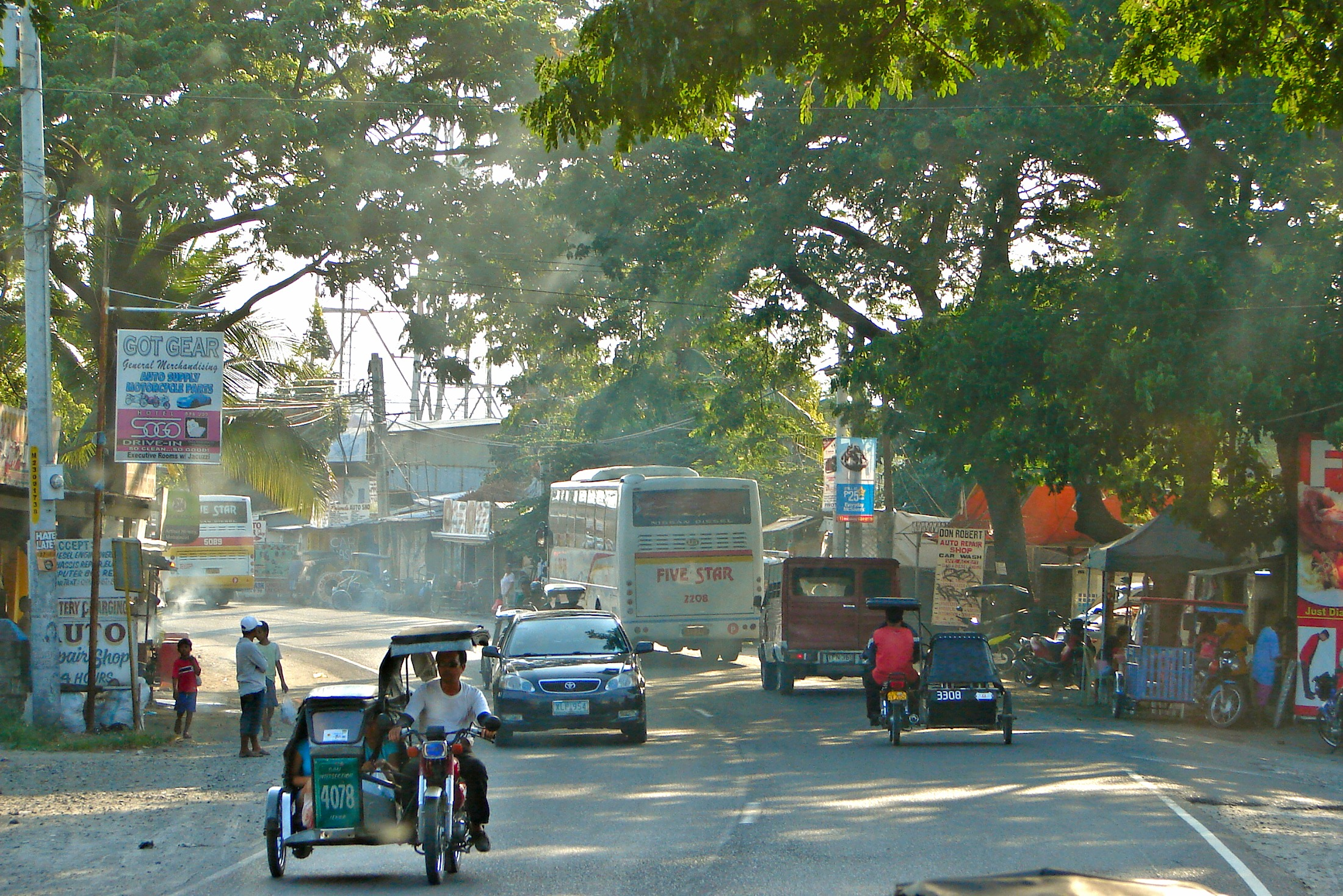

| - Atlu-Bola - Bical - Bundagul - Cacutud - Calumpang - Camachiles - Dapdap - Dau - Dolores - Duquit - Lakandula - Mabiga - Macapagal Village - Mamatitang | - Mangalit - Marcos Village - Mawaque (Mauaque) - Paralayunan - Poblacion - San Francisco - San Joaquin - Santa Ines - Santa Maria - Santo Rosario - Sapang Balen - Sapang Biabas - Tabun |